# Copyrightzeichen
Das Copyrightzeichen (Name von englisch copyright) © (Unicode: U+00A9 copyright sign) stellt im Urheberrecht ein Symbol zur Kennzeichnung eines bestehenden Schutzes dar. Neben dem eigentlichen Copyrightzeichen gibt es das Zeichen für phonographische Rechte ℗ (Unicode: U+2117 sound recording copyright, von englisch phonogram, auch sound recording copyright symbol), das der Kennzeichnung von Rechten an Audioaufzeichnungen dient.

## Rechtliche Bedeutung

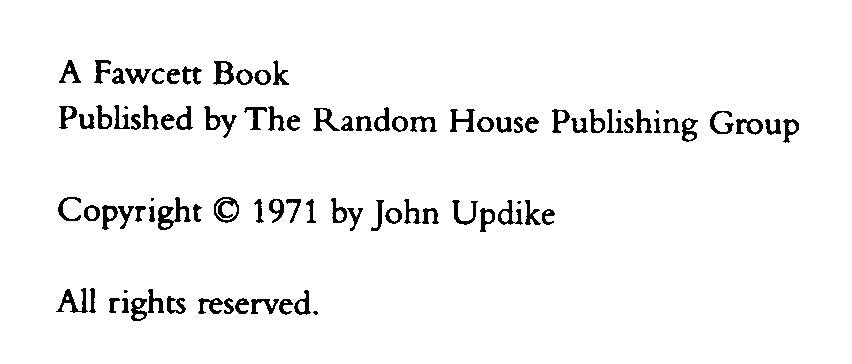
Beispiel I: Copyrightvermerk mit Copyrightzeichen im Impressum eines Romans

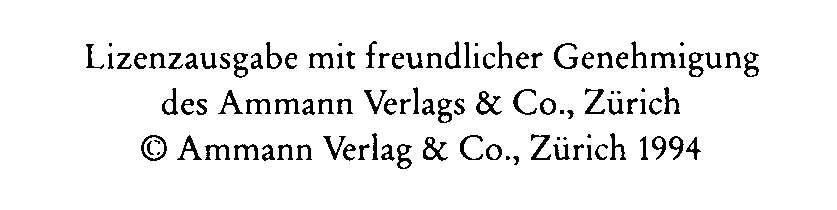
Beispiel II: Copyrightvermerk mit Copyrightzeichen im Impressum eines Romans

### Vereinigte Staaten
Der Copyright Act von 1901 sah – wie einige amerikanische Urheberrechtsgesetze seit 1802 – für veröffentlichte Werke vor, dass ein Copyrightvermerk (copyright notice) auf den Werkexemplaren angebracht werden musste, damit das Werk in den Genuss urheberrechtlichen Schutzes kommen konnte. Platzierung und Inhalt dieser Copyrightvermerke waren strikt normiert. Im 1901 Act wurde für die meisten Werke neben der Angabe des Copyrightinhabers und des Veröffentlichungsjahrs ein Hinweis auf den Urheberrechtsschutz gefordert, der entweder aus dem Wort „Copyright“ oder der Abkürzung „Copr.“ bestehen musste. Erstmals sollte für bestimmte Werkarten aber auch alternativ eine Kennzeichnung durch ein spezielles Zeichen, ©, genügen.
Seit dem Beitritt der Vereinigten Staaten zur Revidierten Berner Übereinkunft (RBÜ) ist die Bedeutung des Copyrightzeichens zurückgegangen. Einer der Leitgedanken der RBÜ war, den Urheberrechtsschutz nicht an die Erfüllung bestimmter Formalitäten knüpfen zu wollen. Aus diesem Grund schafften die USA das Schutzerfordernis eines Copyrightvermerks auf veröffentlichten Werken mit Wirkung zum 1. März 1989 ab. Da der Kongress den Vermerk aber weiterhin für sinnvoll erachtete, dachte er ihm weiterhin eine (kleinere) Rolle zu: So schränkt heute die Verwendung eines Copyrightvermerks die prozessualen Abwehrmöglichkeiten eines Verletzers – geringfügig – ein.

### Konventionsrecht

#### ©-Zeichen
Ausdrücklich Erwähnung findet das Copyrightzeichen im Welturheberrechtsabkommen (WUA) von 1952. Das WUA bestimmt für alle Vertragsstaaten, deren innerstaatliche Rechtsvorschriften als Voraussetzung für den Urheberrechtsschutz die Erfüllung von Förmlichkeiten (insbesondere die Registrierung des Werkes) fordern, das Folgende: Ein Werk, das von einem ausländischen Staatsangehörigen erstmals im Ausland veröffentlicht wurde, erfüllt automatisch auch die inländischen Förmlichkeiten, sofern alle Werkstücke, die erlaubterweise veröffentlicht worden sind, von der ersten Veröffentlichung an das Kennzeichen © in Verbindung mit dem Namen des Inhabers des Urheberrechts und der Jahreszahl der ersten Veröffentlichung tragen. WUA-Mitgliedsstaaten hatten somit einen Anreiz zur Verwendung des Copyrightzeichens, da sie so sicherstellen konnten, dass der Schutz ihrer „inländischen“ Werkproduktion in den anderen WUA-Staaten zumindest nicht an den dortigen Förmlichkeitserfordernissen scheitern würde – die Urheberberechtigten konnten sich so mithin „von der Pflicht zur Erfüllung einer Vielzahl von Formvorschriften […] befreien“.
Die Bedeutung dieser Regelung im WUA ist mit dem Erfolgszug der RBÜ erheblich zurückgegangen, da dort für Ausländer ohnehin ein gänzlicher Verzicht auf Förmlichkeiten bestimmt ist, sodass die Anreizwirkung des Copyrightzeichens nicht mehr in dem Ausmaß wie einstmals besteht. Die RBÜ zählt inzwischen mehr als 170 Mitgliedsstaaten (Stand: 2017).

#### ℗-Zeichen
Das Rom-Abkommen von 1961 enthält eine ähnliche Regelung wie das WUA im Bereich der verwandten Schutzrechte. Vertragsstaaten, die den Schutz für Tonträgerhersteller oder ausübende Künstler oder beide mit Bezug auf Tonträger an die Erfüllung von Förmlichkeiten knüpfen, müssen diese als erfüllt ansehen, „wenn alle im Handel befindlichen Vervielfältigungsstücke des veröffentlichten Tonträgers oder ihre Umhüllungen einen Vermerk tragen, der aus dem Kennzeichen ℗ in Verbindung mit der Angabe des Jahres der ersten Veröffentlichung besteht und in einer Weise angebracht ist, die klar erkennen lässt, dass der Schutz beansprucht wird.“
Ganz ähnlich lautet auch die Regelung des Genfer Tonträgerabkommens von 1971: Vertragsstaaten, die den Schutz für Tonträgerhersteller an die Erfüllung von Förmlichkeiten knüpfen, müssen diese als erfüllt ansehen, „wenn alle erlaubten Vervielfältigungsstücke des Tonträgers, die an die Öffentlichkeit verbreitet werden, oder ihre Umhüllungen einen Vermerk tragen, der aus dem Kennzeichen ℗ in Verbindung mit der Angabe des Jahres der ersten Veröffentlichung besteht und in einer Weise angebracht ist, die klar erkennen lässt, dass der Schutz beansprucht wird“.

### Deutschland
Die Verwendung eines Copyrightzeichens ist nach deutschem Recht für den urheberrechtlichen Schutz ohne Bedeutung. Ob etwas Urheberrechtsschutz genießt, richtet sich allein nach den gesetzlichen Schutzvoraussetzungen – weder kommt ein Erzeugnis nur deshalb in den Genuss urheberrechtlichen Schutzes, weil irgendjemand solchen für sich beansprucht, noch muss ein Urheber sein schutzfähiges Werk erst mit einem Copyrightzeichen oder einem anderen Hinweis versehen, um in den Genuss urheberrechtlichen Schutzes zu kommen.
Folgt auf das Copyrightzeichen eine Bezeichnung (etwa: „© Heinz Müller“), kann dieser aber möglicherweise eine rechtliche Bedeutung zukommen. So sieht das deutsche Urheberrechtsgesetz (UrhG) nämlich eine Urheberschaftsvermutung vor, mit der ein Rechteinhaber eine Beweislastumkehr zu seinen Gunsten erreichen kann: Wird jemand auf den Vervielfältigungsstücken eines erschienenen Werkes als Urheber bezeichnet, so wird er bis zum Beweis des Gegenteils als Urheber des Werkes angesehen (Vermutung der Urheberschaft, § 10 Abs. 1 UrhG). Steht also beispielsweise auf der Rückseite einer im Buchhandel vertriebenen Ansichtskarte die Angabe „Fotograf: Heinz Müller“ und kopiert ein Konkurrent das Foto, um es selbst zu vertreiben, dann muss Heinz Müller in einem sich anschließenden Gerichtsverfahren nicht erst noch mühsam beweisen, dass er auch wirklich der Fotograf und damit anspruchsberechtigt ist. Dies wird wegen der auf ihn lautenden Urheberangabe auf der Karte einfach vermutet. Eine vergleichbare Konstruktion existiert auch für Rechteinhaber: Hat der Urheber einem Dritten (etwa einem Unternehmen) ein ausschließliches Nutzungsrecht eingeräumt, so kann – seit 2008 – auch dieser Rechteinhaber für bestimmte Ansprüche von einer entsprechenden Vermutung profitieren (Vermutung der Rechteinhaberschaft, § 10 Abs. 3 UrhG). In der Praxis werden derartige Angaben zur Urheber- bzw. Rechteinhaberschaft nun zum Teil unter Zuhilfenahme des Copyrightzeichens gemacht (im Beispiel oben stünde auf der Postkarte also etwa statt „Fotograf: Heinz Müller“ nur „© Heinz Müller“). Ob solche Nennungen neben einem Copyrightzeichen auch geeignet sind, eine Vermutung der Urheber- bzw. der Rechteinhaberschaft zu begründen, ist jedoch im Einzelnen umstritten.
- Für die Vermutung der Rechteinhaberschaft wird überwiegend angenommen, dass der Vermerk diese hinsichtlich der darauf folgenden (natürlichen oder juristischen) Person begründen kann.[19] Teilweise wird aber zusätzlich gefordert, dass ausdrücklich auf den Ausschließlichkeitscharakter der Rechtseinräumung hingewiesen wird.[20]

- Für die Vermutung der Urheberschaft wird einerseits vertreten, dass ein Copyrightzeichen keine Urheberbezeichnung darstelle, weil sich die Angabe hinter dem Copyrightzeichen nicht auf die Urheberschaft, sondern nur auf die Nutzungsberechtigung beziehe.[21] Danach wäre eine entsprechende Angabe ungeeignet, eine Urheberschaftsvermutung zu begründen. Zumeist wird allerdings angenommen, dass eine solche Angabe auch eine Urheberschaftsvermutung begründen kann, wenn erkennbar ist, dass die Namensangabe auf eine natürliche Person verweist.[22]

## Darstellung auf Computersystemen
| Standard/System                                     | Standard/System                                     | ©-Zeichen                          | ℗-Zeichen                 |
| --------------------------------------------------- | --------------------------------------------------- | ---------------------------------- | ------------------------- |
| Zeichenkodierung                                    |                                                     |                                    |                           |
| Unicode                                             | Codepoint                                           | U+00A9                             | U+2117                    |
| Unicode                                             | Name                                                | COPYRIGHT SIGN                     | SOUND RECORDING COPYRIGHT |
| UTF-8                                               | UTF-8                                               | C2 A9                              | E2 84 97                  |
| ISO 8859-1                                          | ISO 8859-1                                          | A9hex                              | —                         |
| HTML-Entität                                        | HTML-Entität                                        | &copy;                             | &copysr;                  |
| XML/XHTML                                           | dezimal                                             | &#169;                             | &#8471;                   |
| XML/XHTML                                           | hexadezimal                                         | &#x00A9;                           | &#x2117;                  |
| TeX/LaTeX                                           | Textmodus                                           | \copyright oder \textcopyright     | \textcircledP             |
| TeX/LaTeX                                           | Mathem. Modus                                       | \copyright                         | —                         |
| Weitere                                             | Weitere                                             | ISO 6937: D3hex EBCDIC: B4hex      | —                         |
| Eingabemethoden 1                                   |                                                     |                                    |                           |
| Deutsche Standard- Tastaturbelegungen               | E1                                                  | (Alt Gr+f) – c                     | Alt Gr+o – P              |
| Deutsche Standard- Tastaturbelegungen               | T2                                                  | Alt Gr+c                           | —                         |
| Windows                                             | CP850 (TUI)                                         | Alt+184 2                          | —                         |
| Windows                                             | CP1252 (GUI)                                        | Alt+0169 2                         | —                         |
| Macintosh (Deutschland)                             | Macintosh (Deutschland)                             | alt/⌥+G (DE/AT) alt/⌥+C (CH)       | —                         |
| Linux (Deutschland) (mit neueren Versionen von X11) | Linux (Deutschland) (mit neueren Versionen von X11) | Compose, O, C oder Alt Gr+⇧Shift+C | —                         |
| Neo                                                 | Neo                                                 | Mod3+↹, O, C 4                     | —                         |
| Apache-OpenOffice-Varianten                         | Apache-OpenOffice-Varianten                         | —                                  | —                         |
| Microsoft Word                                      | Tastenkombination                                   | Alt Gr+C                           | —                         |
| Microsoft Word                                      | Unicodeeingabe                                      | A, 9, Alt+C                        | 2, 1, 1, 7, Alt+C         |
| Vim                                                 | Digraph 3                                           | Strg+K, ⇧Shift+C, O                | —                         |
| Vim                                                 | Unicodeeingabe                                      | Strg+V, U, 0, 0, A, 9              | Strg+V, U, 2, 1, 1, 7     |

In einigen Textverarbeitungen lässt sich das Copyrightzeichen bei aktivierter Auto-Korrektur auch durch die Zeichenfolge (C) erzeugen. Alternativ zu den dafür vorgesehenen Symbolen © (U+00A9) und ℗ (U+2117) stehen im Unicodeblock Umschlossene alphanumerische Zeichen mit Ⓒ (U+24B8) und Ⓟ (U+24C5) ähnlich aussehende Zeichen zur Verfügung.
Falls das Symbol auf einem System nicht zur Verfügung steht, kann der umschließende Kreis durch Klammern angedeutet werden: (c) bzw. (P).